# Waigali
Le waigali (ou bashgali ou kalasha-ala) est une langue indo-iranienne du groupe des langues nouristanies, parlée en Afghanistan, dans le Nouristan, dans la province de Kounar.

## Sources
- (ru) A.Л. Грюнберг, Вайгали язык, dans Языки мира, Дардские и нуристанские языки, Moscou, Indrik, 1999, p. 101-118  (ISBN 5-85759-085-X)